# Kenner Gutiérrez
Kenner Gutiérrez Cerdas (Poás, Alajuela, Costa Rica, 9 de junio de 1989) es un futbolista costarricense que juega como defensa o mediocentro defensivo en el Municipal Grecia de la Liga Promerica de Costa Rica.

## Trayectoria

### L.D. Alajuelense
El 13 de marzo de 2009, el defensor fue ascendido de manera oficial, por el entrenador argentino Marcelo Herrera, en el plantel principal de Liga Deportiva Alajuelense, tras haber sido partícipe en las ligas menores junto a los otros juveniles Randall Rodríguez y Cristopher Meneses.
Su debut debió esperar hasta el 24 de octubre de ese año, por la undécima jornada del Campeonato de Invierno, en la que su club enfrentó al Cartaginés en el Estadio Morera Soto. Bajo la dirección técnica del brasileño Marco Octavio de Cerqueira, Gutiérrez completó la totalidad de los minutos en la victoria con cifras de 2-0.

## Selección nacional

### Categorías inferiores

#### Campeonato Sub-20 de Concacaf 2009
El 7 de marzo de 2009 comenzó el campeonato de la confederación; en el primer encuentro su selección enfrentó a la escuadra de México, en el Martin Lee Stadium ubicado en Macoya, Trinidad y Tobago. La anotación de su compañero Josué Martínez dio la victoria de 0-1 a su conjunto. Dos días después, en el mismo centro deportivo, fue partícipe del empate 0-0 ante los trinitarios. El 11 de marzo estuvo presente en el nuevo triunfo de su combinado, siendo con marcador de 2-1 sobre Canadá. De acuerdo con los resultados obtenidos en el grupo B, los costarricenses avanzaron como líderes a la etapa de eliminación. El 13 de marzo se desarrolló el compromiso por las semifinales contra Honduras, donde la igualdad sin goles prevaleció al término del tiempo reglamentario, por lo que fueron requeridos los lanzamientos desde el punto de penal para decidir al ganador. Sus compañeros ejecutaron exitosamente sus tiros y las cifras de 2-4 favorecieron a los Ticos para clasificar a la última instancia. El 15 de marzo se realizó la final ante Estados Unidos, en la cual se presentó la victoria de 3-0. Con este marcador, su país se proclamó campeón de la categoría y además obtuvo un cupo hacia el Mundial de Egipto que tomaría lugar ese mismo año.
| Campeonato                | Sede              | Resultado |
| ------------------------- | ----------------- | --------- |
| Campeonato Sub-20 de 2009 | Trinidad y Tobago | Campeón   |

#### Mundial Sub-20 de 2009
Bajo la dirección técnica de Ronald González, el defensa fue considerado en la nómina definitiva para disputar el Mundial Sub-20 de 2009, el cual tuvo a Egipto como sede. El 27 de septiembre fue el primer partido ante la selección de Brasil, en el Estadio de Port Said. Kenner Gutiérrez ingresó de cambio en el segundo tiempo por Derrick Johnson con la dorsal «4», y su conjunto perdió con cifras de goleada 5-0. Tres días después se realizó el segundo encuentro contra Australia, en el mismo escenario deportivo. En esta oportunidad, el zaguero completó la totalidad de los minutos en la victoria de 0-3. Para el juego del 3 de octubre frente a República Checa, Gutiérrez encontraría un cupo en el once titular y, por otro lado, los costarricenses sufrieron una derrota de 2-3. Los resultados obtenidos en la primera fase, le permitieron a su país clasificar a la siguiente ronda como mejor tercero del grupo E. Los octavos de final se llevaron a cabo el 6 de octubre ante el anfitrión Egipto. Kenner permaneció en el banquillo y su conjunto salió ganancioso con marcador de 0-2. El 10 de octubre pasó por la misma situación en el cotejo frente a Emiratos Árabes Unidos, por los cuartos de final. Por otra parte, cerca de acabar el tiempo suplementario, su compañero Marco Ureña concretó la anotación del triunfo histórico de 1-2, y de esta manera avanzando a las últimas etapas. Tres días después fue la semifinal nuevamente contra Brasil, en el Estadio Internacional de El Cairo. El defensor quedó en la lista de suplentes y su país perdió 1-0. El 16 de octubre se dio la definición por el tercer lugar ante Hungría, donde la igualdad de 1-1 llevó la serie hasta los penales, en los cuales sus compañeros no pudieron materializar los goles, saliendo derrotados con cifras de 2-0 y con el cuarto puesto de la competición.
| Mundial                     | Sede   | Resultado    |
| --------------------------- | ------ | ------------ |
| Copa Mundial Sub-20 de 2009 | Egipto | Cuarto lugar |

En 2011, el futbolista fue tomado en cuenta para afrontar la ronda de repechaje del Preolímpico de Concacaf que tomaría lugar al año siguiente. El 26 de octubre se llevó a cabo la ida de esta serie, en la que su selección enfrentó a Panamá en el Estadio Rommel Fernández. Gutiérrez quedó en el banquillo y el marcador terminó en derrota de 2-1. La vuelta fue el 3 de noviembre en el Estadio Morera Soto. El empate 1-1 fue insuficiente ya que el global de 3-2 favoreció a los panameños, quienes lograron el avance hacia la competencia final de la confederación. Kenner en esta oportunidad tampoco vio acción.

### Selección absoluta
Kenner fue llamado, de último momento por el entrenador Óscar Ramírez, para formar parte de la convocatoria que disputaría la segunda fecha de la Eliminatoria al Mundial 2018, en su etapa de grupos. El compromiso se llevó a cabo el 17 de noviembre de 2015 de visita en el Estadio Rommel Fernández contra Panamá, escenario donde el zaguero esperó desde la suplencia y sus compañeros Bryan Ruiz y Marco Ureña concretaron los goles de la victoria 1-2.

#### Copa Centroamericana 2017
A pesar de no haber sido incluido en la lista oficial del director técnico, dada el 2 de enero de 2017, para afrontar la Copa Centroamericana, dos días después se confirmó que el jugador tomaría el lugar del lesionado Pablo Salazar.
El 13 de enero comenzó el torneo regional donde su selección, en el Estadio Rommel Fernández, enfrentó al conjunto de El Salvador. Kenner permaneció en la suplencia y el empate sin anotaciones definió el marcador final. Para el compromiso de dos días después, en el mismo escenario deportivo, contra la escuadra de Belice, Gutiérrez debutó como internacional absoluto y completó la totalidad de los minutos en la victoria de 0-3. Además aportó una asistencia a su compañero José Guillermo Ortiz. En el juego del 17 de enero ante Nicaragua, el zaguero estuvo por 67 minutos, salió de cambio por Osvaldo Rodríguez y la igualdad de 0-0 se repitió al cierre del cotejo. Tres días posteriores se efectuó el clásico del área frente a Honduras, el cual finiquitó balanceado a un gol. El único revés de su nación fue el 22 de enero, por la última jornada, contra el anfitrión Panamá. El marcador de 1-0 confirmó el cuarto lugar de los costarricenses, además de un cupo directo hacia la Copa Oro de la Concacaf para ese mismo año.
| Copa                      | Sede   | Resultado    |
| ------------------------- | ------ | ------------ |
| Copa Centroamericana 2017 | Panamá | Cuarto lugar |

Debido a la lesión que sufrió Óscar Duarte, el 18 de marzo de 2017, el estratega llamó a Gutiérrez para tomar su lugar en la reanudación de la Eliminatoria Mundialista de Concacaf. El 24 de marzo fue el primer compromiso ante México en el Estadio Azteca, donde Kenner quedó descartado en el viaje. El tanto tempranero del rival al minuto 6' y el gol al cierre de la etapa inicial fueron fulminantes en el marcador definitivo con derrota de 2-0. Con este resultado, su nación sufrió el primer revés de la competencia cuya valla invicta acabó en 186 minutos. La segunda visita de esta fecha FIFA se desarrolló cuatro días después contra Honduras en el Estadio Francisco Morazán. El cotejo se caracterizó por el clima caluroso de la ciudad de San Pedro Sula, ya que fue en horas de la tarde, también del controversial arbitraje del salvadoreño Joel Aguilar al no sancionar acciones de penal a ambas escuadras. La situación de su conjunto se volvió un poco áspera por el gol transitorio del contrincante al minuto 35'. Con el reacomodo en la zona de centrocampistas, su selección tuvo más control del balón y al minuto 68' su compañero Christian Bolaños, quien había entrado de relevo, ejecutó un tiro de esquina que llegó a la cabeza de Kendall Waston, el cual aprovechó su altura para conseguir la anotación que terminó siendo el empate. El defensa esperó desde el banquillo en esta ocasión.
El siguiente llamado del estratega para conformar el conjunto Tricolor se dio el 26 de mayo de 2017, correspondiente a disputar los dos partidos consecutivos como local en el Estadio Nacional por la eliminatoria mundialista. Gutiérrez apareció en la lista. El primer encuentro tuvo lugar contra Panamá el 8 de junio, donde sus compañeros fueron los que tuvieron mayores oportunidades de anotar en los minutos iniciales. A causa de la expulsión del defensor Giancarlo González en el segundo tiempo, su equipo se vio obligado a variar el sistema y los rivales asumieron el rol en la ofensiva. Sin embargo, tras situaciones apremiantes de ambas naciones, el resultado empatado sin goles prevaleció al término de los 90 minutos. Con esto su país acabó con la racha de diez juegos sin ceder puntos como local en estas instancias. Además, los panameños puntuaron después de veintinueve años de no hacerlo en territorio costarricense. Kenner quedó descartado para este juego, al igual que el delantero David Ramírez. En el compromiso del 13 de junio frente a Trinidad y Tobago, el defensa Francisco Calvo aprovechó un centro de Joel Campbell para colocar, mediante un cabezazo dentro del área, la ventaja momentánea de 1-0 en tan solo 48 segundos de iniciado el juego. Las circunstancias se volvieron ríspidas por la respuesta del adversario, provocando la igualdad en las cifras, pero el tanto de Bryan Ruiz al minuto 44' solidificó el resultado de 2-1 para su nación, el cual fue cuidado de manera sagaz durante todo el segundo tiempo. El zaguero fue suplente en esta oportunidad.

#### Copa de Oro 2017
El defensa fue incluido, el 16 de junio de 2017, en la lista oficial del director técnico Óscar Ramírez para la realización de la Copa de Oro de la Concacaf que tuvo lugar en Estados Unidos. El 7 de julio se disputó el primer encuentro del certamen en el Red Bull Arena de Nueva Jersey, lugar donde se efectuó el clásico centroamericano contra Honduras. Kenner Gutiérrez entró en la alineación titular de último momento a causa de la sobrecarga muscular del lateral Bryan Oviedo, completó la totalidad de los minutos y, por otra parte, su compañero Rodney Wallace brindó una asistencia a Marco Ureña al minuto 38', quien concretó el único gol de su nación para la victoria ajustada de 0-1. Cuatro días posteriores se dio el segundo cotejo ante Canadá en el BBVA Compass Stadium, escenario en el cual prevaleció la igualdad a un tanto. El 14 de julio fue suplente en el último compromiso por el grupo frente a Guayana Francesa en el Estadio Toyota de Frisco, Texas. Los Ticos se impusieron 3-0 para asegurar un lugar a la siguiente ronda como líderes de la tabla con siete puntos. Su selección abrió la jornada de los cuartos de final el 19 de julio en el Lincoln Financial Field de Philadelphia, Pennsylvania, contra Panamá. Un testarazo del rival Aníbal Godoy mediante un centro de David Guzmán, al minuto 76', provocó la anotación en propia puerta de los panameños, lo que favoreció a su combinado en la clasificación a la otra instancia por el marcador de 1-0. La participación de su escuadra concluyó el 22 de julio en el AT&T Stadium, con la única pérdida en semifinales de 0-2 ante Estados Unidos.
| Copa             | Sede           | Resultado   |
| ---------------- | -------------- | ----------- |
| Copa de Oro 2017 | Estados Unidos | Semifinales |

El 25 de agosto de 2017 fue seleccionado en la lista de futbolistas para enfrentar el penúltimo par de juegos eliminatorios. El 1 de septiembre se produjo el primer juego ante el combinado de Estados Unidos en el Red Bull Arena de Nueva Jersey. Gutiérrez permaneció en la lista de suplentes y el marcador se definió en victoria con cifras de 0-2, mediante el doblete de su compañero Marco Ureña. Para el segundo juego del 5 de septiembre contra México, de local en el Estadio Nacional, los costarricenses rescataron el empate a un tanto tras haber estado con el resultado adverso.
Gutiérrez fue considerado en la última lista para el cierre de la hexagonal, dada el 29 de septiembre de 2017. El 7 de octubre tuvo lugar el partido frente a Honduras en el Estadio Nacional, con las condiciones del clásico centroamericano al tratarse de un encuentro ríspido y físico. Su selección estuvo por debajo en el marcador por la anotación del rival, y de esta forma se vio obligada a variar el sistema táctico para evitar la derrota. Al minuto 94', su compañero Bryan Ruiz lanzó un centro desde el sector de la derecha para que el balón fuese recibido por Kendall Waston, quien se había sumado al ataque y así imponer su altura con el cabezazo y empatar 1-1 de manera agónica. Con este resultado, su país aseguró una de las plazas directas al Mundial de Rusia 2018 que fueron otorgadas a la confederación. Por otro lado, Kenner aguardó desde la suplencia, situación que revertiría en el juego de tres días después contra Panamá en el Estadio Rommel Fernández, siendo titular los 90 minutos en la derrota de 2-1.
De nuevo en periodo de fogueos internacionales, el 3 de noviembre de 2017 entró en la convocatoria para los dos partidos en el continente europeo. El 11 de noviembre entró de cambio por Kendall Waston al minuto 63' contra España en el Estadio La Rosaleda de Málaga, donde las cifras de goleada 5-0 favorecieron a los adversarios. Tres días después tuvo participación los 90 minutos en la nueva pérdida de su país, esta vez por 1-0 ante Hungría.
Ante la lesión de Ronald Matarrita el 18 de marzo de 2018, Kenner fue incluido en la convocatoria del entrenador Ramírez para enfrentar los nuevos amistosos en Europa. El futbolista permaneció en la suplencia en el partido celebrado en Glasgow contra el combinado de Escocia (victoria 0-1). La misma situación se le presentó cuatro días después, en la derrota 1-0 ante Túnez en el Allianz Riviera de territorio francés.

#### Mundial 2018
El 14 de mayo de 2018, Kenner fue tomado en cuenta para la lista de espera en caso de una eventualidad en el grupo que llamó el entrenador Óscar Ramírez para la disputa de la Copa Mundial de Rusia. Debido a la baja de Ronald Matarrita el 14 de junio que le impidió participar, Gutiérrez entró en la nómina definitiva de último momento.
El defensa permaneció en la suplencia en el juego inaugural de su selección en la Copa Mundial el 17 de junio de 2018 contra el equipo de Serbia en el Cosmos Arena de Samara, donde se presentó la derrota ajustada por 0-1. El 22 de junio, con la pérdida de 2-0 frente a Brasil, su país se quedaría sin posibilidades de avanzar a la siguiente ronda del torneo de manera prematura. El 27 de junio, ya en el partido de trámite enfrentando a Suiza en el Estadio de Nizhni Nóvgorod, el marcador reflejó la igualdad a dos anotaciones para despedirse del certamen.
| Mundial              | Sede  | Resultado      |
| -------------------- | ----- | -------------- |
| Copa Mundial de 2018 | Rusia | Fase de grupos |

## Clubes
| Club                  | País       | Año             |
| --------------------- | ---------- | --------------- |
| L.D. Alajuelense      | Costa Rica | 2009 - 2020     |
| Club Sport Cartaginés | Costa Rica | 2020 - 2021     |
| Municipal Grecia      | Costa Rica | 2021 - 2022     |
| Xelajú M.C.           | Guatemala  | 2022-Actualidad |

## Palmarés

### Campeonatos nacionales
| N.º | Título                           | Club             | País       | Año  |
| --- | -------------------------------- | ---------------- | ---------- | ---- |
| 1   | Campeonato de Invierno           | L.D. Alajuelense | Costa Rica | 2010 |
| 2   | Campeonato de Verano             | L.D. Alajuelense | Costa Rica | 2011 |
| 3   | Campeonato de Invierno           | L.D. Alajuelense | Costa Rica | 2011 |
| 4   | Supercopa de Costa Rica          | L.D. Alajuelense | Costa Rica | 2012 |
| 5   | Campeonato de Invierno           | L.D. Alajuelense | Costa Rica | 2012 |
| 6   | Campeonato de Invierno           | L.D. Alajuelense | Costa Rica | 2013 |
| 7   | Torneo Clausura 2023 (Guatemala) | Xelajú MC        | Guatemala  | 2023 |

### Campeonatos internacionales
| N.º | Título                        | Equipo                         | Sede              | Año  |
| --- | ----------------------------- | ------------------------------ | ----------------- | ---- |
| 1   | Campeonato Sub-20 de Concacaf | Selección Sub-20 de Costa Rica | Trinidad y Tobago | 2009 |

### Galardones individuales
| Distinción                            | Año  |
| ------------------------------------- | ---- |
| Mejor gol del Torneo de Apertura 2017 | 2018 |